# Marat Bikmojev
Marat Bikmojev (uzbekiska: Marat Bikmoev, ryska: Марат Рифкатович Бикмаев, Marat Rifkatovitj Bikmajev), född 1 januari 1986 i Tasjkent, är en uzbekisk fotbollsspelare. Han spelar sedan år 2014 för Lokomotiv Tashkent FK i uzbekiska Olij Liga.
Bikmajev inledde sin karriär som fotbollsspelare i storklubben Pachtakor Tasjkent i sin hemstad. Efter att ha varit framgångsrik i klubben, med bland annat tre raka liga- och cupguld, flyttade han år 2004 till ryska Krylja Sovetov. Mellan år 2004 och 2012 spelade han för 4 ryska klubbar där hans största framgång kom med Alanija säsongen 2010/2011 då man nådde final i ryska cupen. 2012 flyttade han till Kazakstan för att spela för klubben FK Aktobe.